# Il re delle corse
Il re delle corse (Le gentleman d'Epsom) è un film del 1962 diretto da Gilles Grangier.

## Trama
Un ex ufficiale di cavalleria per tirare avanti sfrutta la passione dei cavalli girando per gli ippodromi francesi a imbrogliare ingenui scommettitori.

## Produzione
Il film, una coproduzione italofrancese, venne prodotto dalle case francesi Cité Films e Compagnie Internationale de Productions Cinématographiques e dall'italiana Compagnia Cinematografica Mondiale.

## Distribuzione
Venne distribuito in Francia il 3 ottobre 1962; in Italia il 4 gennaio del 1964, distribuito dalla Metro Goldwyn Mayer.